# Geoffroy Louis de Chateaubriand
Pour les autres membres de la famille, voir Famille de Châteaubriant.
Geoffroy-Louis, comte de Chateaubriand et de Combourg, né le 13 janvier 1790 à Paris et mort le 14 octobre 1873 au château de Malesherbes, est un militaire et homme politique français, neveu de l'écrivain François-René de Chateaubriand.

## Biographie
Fils du comte Jean-Baptiste de Chateaubriand (1759-1794) et d'Aline Le Peletier de Rosanbo, fille de Louis Le Peletier de Rosanbo et petite-fille de Malesherbes, le défenseur du roi Louis XVI, il grandit orphelin après la mort, notamment, de ses deux parents sur la guillotine.
Lieutenant-colonel des chasseurs à cheval de la garde royale en 1823, prend part à l'expédition d'Espagne, lui valant d'être décoré de l'ordre de Saint-Ferdinand.
Colonel des chasseurs de l'Ariège, il est Chevalier de l'ordre de Saint-Louis.
Il est appelé à siéger à la Chambre des pairs après la démission de son oncle François-René de Chateaubriand.
Gendre du comte d'Orglandes, il est notamment le beau-père d'Antoine Théodore de Viel de Lunas d'Espeuilles qui épouse en secondes noces en 1840 sa fille Louise Françoise ; et d'Edmond de Carayon-Latour qui épouse en 1847 sa fille Marie Adélaïde Louise dite Henriette.

## Sources
- Adolphe Robert et Gaston Cougny, Dictionnaire des parlementaires français, Edgar Bourloton, 1889-1891 [détail de l’édition]